# Nati il 6 giugno
| Questa pagina contiene informazioni ricavate automaticamente dalle voci biografiche con l'ausilio del template Bio e di un bot. L'aggiornamento è periodico e automatico e ricostruisce completamente la pagina. Se manca una persona in questa lista, sei pregato di non aggiungerla, ma accertati piuttosto che la sua voce biografica contenga il template Bio e che i dati anagrafici siano correttamente compilati. Se il template Bio manca, inseriscilo tu stesso o, in alternativa, metti l'avviso {{tmp\|Bio}} che ne segnala la mancanza. Se i dati riportati sono sbagliati, correggi direttamente la voce biografica; le modifiche saranno visibili in questa lista entro pochi giorni. Per chiarimenti vedi il progetto biografie. La lista contiene solo le 1.255 persone che sono citate nell'enciclopedia e per le quali è stato implementato correttamente il template Bio. Pagina aggiornata al 13 ago 2025. |

## XIII secolo(2)
- 1236 - Wen Tianxiang, politico, generale e scrittore cinese († 1283)
- 1243 - Alice di Bretagna, nobildonna francese († 1288)

## XIV secolo(1)
- 1304 - Francesco Albergotti, giurista italiano († 1376)

## XV secolo(1)
- 1436 - Regiomontano, matematico, astronomo e astrologo tedesco († 1476)

## XVI secolo(13)
- 1507 - Annibale Caro, traduttore, poeta e numismatico italiano († 1566)
- 1520 - Fazio Gagini, scultore italiano († 1567)
- 1532 - Giulio Antonio Santori, cardinale italiano († 1602)
- 1539 - Caterina Vasa, principessa svedese († 1610)
- 1542 - Richard Grenville, corsaro, navigatore e politico inglese († 1591)
- 1545 - Jerónimo Gracián, religioso spagnolo († 1614)
- 1550 - Maffio Venier, poeta e arcivescovo cattolico italiano († 1586)
- 1553 - Ettore Thesorieri, notaio italiano († 1638)
- 1562 - Tsutsui Sadatsugu, militare giapponese († 1615)
- 1567 - Pellegrino Bertacchi, vescovo cattolico italiano († 1627)
- 1568 - Sofia di Brandeburgo, tedesca († 1622)
- 1580 - Godefroy Wendelin, astronomo belga († 1667)
- 1588 - Charles d'Ambleville, religioso, compositore e organista francese († 1637)

## XVII secolo(19)
- 1602 - Ludovico Francesco Gonzaga, militare italiano († 1630)
- 1606 - Pierre Corneille, drammaturgo e scrittore francese († 1684)
- 1606 - Bartolomeo Corsini, poeta e traduttore italiano († 1673)
- 1607 - Andrea Massa, vescovo cattolico italiano († 1655)
- 1612 - Agostino Oldoini, gesuita, storico e bibliografo italiano († 1683)
- 1615 - Daniele Giustiniani, vescovo cattolico italiano († 1697)
- 1620 - Jan Baptist van Deynum, pittore fiammingo († 1668)
- 1622 - Claude-Jean Allouez, missionario, religioso e esploratore francese († 1689)
- 1625 - Domenico Guidi, scultore italiano († 1701)
- 1634 - Maria Elisabetta di Holstein-Gottorp, nobile tedesca († 1665)
- 1636 - Ottavio Falconieri, letterato, storico e archeologo italiano († 1675)
- 1646 - Ortensia Mancini, nobile francese († 1699)
- 1661 - Giacomo Antonio Perti, compositore italiano († 1756)
- 1664 - Paolo Bartolomeo Clarici, cartografo e botanico italiano († 1725)
- 1678 - Luigi Alessandro di Borbone, conte di Tolosa, ammiraglio e generale francese († 1737)
- 1681 - Giovanni Domenico Santorini, anatomista italiano († 1737)
- 1687 - Giovanni Battista Pittoni, pittore italiano († 1767)
- 1699 - 'Alamgir II, sovrano mongolo († 1759)
- 1700 - Matteo Caraman, arcivescovo cattolico e filologo dalmata († 1771)

## XVIII secolo(25)
- 1703 - Louis de la Corne, militare francese († 1761)
- 1714 - Giuseppe I del Portogallo, re portoghese († 1777)
- 1733 - Lorens Pasch il Giovane, pittore svedese († 1805)
- 1737 - Ernst Christoph von Kaunitz-Rietberg, diplomatico e nobile austriaco († 1797)
- 1738 - Pietro Marco Zaguri, vescovo cattolico italiano († 1810)
- 1740 - Louis-Sébastien Mercier, scrittore e drammaturgo francese († 1814)
- 1743 - Charles Gabriel Lemonnier, pittore francese († 1824)
- 1750 - José Francisco Corrêa da Serra, scienziato e diplomatico portoghese († 1823)
- 1755 - Nathan Hale, militare statunitense († 1776)
- 1756 - John Trumbull, pittore statunitense († 1843)
- 1758 - Mayeur de Saint-Paul, attore teatrale, drammaturgo e direttore teatrale francese († 1818)
- 1765 - Francesco Maria Zoppi, vescovo cattolico italiano († 1841)
- 1768 - Joseph Sidney Yorke, politico e ammiraglio inglese († 1831)
- 1770 - Antonio Durini, nobile e politico italiano († 1850)
- 1771 - George Clinton Jr., politico statunitense († 1809)
- 1771 - Gaetano Marré, giurista, giornalista e letterato italiano († 1825)
- 1772 - Maria Teresa di Borbone-Due Sicilie, imperatrice († 1807)
- 1780 - Antonio Nanula, anatomista, medico e chirurgo italiano († 1846)
- 1781 - Karl Hartwig Gregor von Meusebach, avvocato e storico della letteratura tedesco († 1847)
- 1783 - María Luisa de Borbón y Vallabriga, nobile spagnola († 1846)
- 1784 - Domenico Udine Nani, pittore italiano († 1850)
- 1788 - Paolo Toschi, incisore e architetto italiano († 1854)
- 1795 - Hippolyte Alphonse Quénault, politico francese († 1878)
- 1797 - Rehuel Lobatto, matematico olandese († 1866)
- 1799 - Aleksandr Sergeevič Puškin, poeta, saggista e scrittore russo († 1837)

## XIX secolo(179)
- 1801 - Jakob Robert Steiger, medico e politico svizzero († 1862)
- 1806 - Thomas Henry Duthie, imprenditore sudafricano († 1857)
- 1807 - Marietta Brambilla, contralto italiano († 1875)
- 1807 - Adrien-François Servais, violoncellista belga († 1866)
- 1808 - Luigi Serafini, cardinale e vescovo cattolico italiano († 1894)
- 1809 - Heinrich Ludolf Ahrens, glottologo e filologo tedesco († 1881)
- 1809 - Karl Heinrich Koch, botanico tedesco († 1879)
- 1809 - Antonio Tripoti, funzionario e patriota italiano († 1872)
- 1810 - Antoine-Nicolas Bailly, architetto francese († 1892)
- 1810 - Ferdinando Crivelli, architetto italiano († 1855)
- 1810 - Friedrich Wilhelm Schneidewin, filologo classico tedesco († 1856)
- 1812 - Marie-Alexandre Alophe, pittore e incisore francese († 1883)
- 1817 - Augusto Ruspoli, principe e politico italiano († 1882)
- 1818 - Nikolaj Alekseevič Miljutin, politico russo († 1872)
- 1818 - Giuseppe Antonio Rossi, avvocato e politico italiano († 1910)
- 1819 - Ernst Wilhelm von Brücke, medico tedesco († 1892)
- 1819 - Takht Singh, principe indiano († 1873)
- 1821 - Wenzel von Linhart, chirurgo austriaco († 1877)
- 1822 - Alessandro Bianchi, politico italiano († 1875)
- 1822 - Edoardo De Betta, naturalista italiano († 1896)
- 1823 - Leopoldo Luigi d'Asburgo-Lorena, nobile, generale e ammiraglio austriaco († 1898)
- 1825 - Friedrich Bayer, imprenditore tedesco († 1880)
- 1826 - Sarah Parker Remond, attivista e medico statunitense († 1894)
- 1827 - Julius Neßler, chimico tedesco († 1905)
- 1828 - Andreas Allescher, micologo tedesco († 1903)
- 1829 - Allan Octavian Hume, politico e ornitologo britannico († 1912)
- 1829 - Hon'inbō Shūsaku, goista giapponese († 1862)
- 1834 - Vincenzo De Rossi Re, matematico italiano († 1888)
- 1835 - Giacomo Amoretti, patriota italiano
- 1835 - Émile Combes, politico francese († 1921)
- 1835 - Alphonse Féry d'Esclands, magistrato, sportivo e militare francese († 1909)
- 1835 - Adolf Heyduk, poeta e scrittore ceco († 1923)
- 1835 - Carlo Pittara, pittore italiano († 1891)
- 1836 - Camillo Chizzolini, medico e militare italiano († 1895)
- 1836 - Francesco Giuliani di San Lucido, politico italiano († 1905)
- 1837 - Giuseppe Besozzi, militare e politico italiano († 1907)
- 1837 - Bonifacia Rodríguez Castro, religiosa spagnola († 1905)
- 1838 - Adolf Karl Ludwig Claus, chimico tedesco († 1900)
- 1839 - Diego da Vallinfreda, religioso italiano († 1919)
- 1839 - H. F. L. Meyer, compositore di scacchi tedesco († 1928)
- 1840 - Giuseppe Leonardi, patriota italiano († 1911)
- 1840 - John Stainer, compositore, musicista e insegnante inglese († 1901)
- 1841 - Tommaso De Cristoforis, militare italiano († 1887)
- 1841 - Eliza Orzeszkowa, scrittrice, saggista e editrice polacca († 1910)
- 1842 - Nunzio Aula, imprenditore e politico italiano († 1924)
- 1842 - Steele MacKaye, attore teatrale e inventore statunitense († 1894)
- 1842 - Ettore Regalia, antropologo, paleontologo e psicologo italiano († 1914)
- 1842 - Enrico Sertoli, fisiologo italiano († 1910)
- 1843 - Ekaterina Grigor'evna Barteneva, rivoluzionaria russa († 1914)
- 1843 - Enrichetta del Liechtenstein, principessa austriaca († 1931)
- 1844 - Konstantin Apollonovič Savickij, pittore russo († 1905)
- 1845 - Paolo Albera, presbitero e educatore italiano († 1921)
- 1846 - Jean Sandherr, militare francese († 1897)
- 1848 - Antonio Duarte Gomes Leal, poeta portoghese († 1921)
- 1848 - Tullio Gaetano Minelli, politico italiano († 1904)
- 1849 - Émilie Ambre, cantante lirica francese († 1898)
- 1850 - Carl Ferdinand Braun, fisico tedesco († 1918)
- 1851 - Angelo Moriondo, inventore e imprenditore italiano († 1914)
- 1851 - Giulio Prinetti, imprenditore e politico italiano († 1908)
- 1852 - Pilade Del Buono, imprenditore e politico italiano († 1930)
- 1852 - Adolphe Lechaptois, missionario e vescovo cattolico francese († 1917)
- 1853 - John Edward Courtenay Bodley, saggista inglese († 1925)
- 1853 - Pietro Di Vico, magistrato e politico italiano († 1939)
- 1853 - Giuseppe Sauli D'Igliano, pittore italiano († 1928)
- 1856 - Gustaf Ranft, attore svedese († 1929)
- 1857 - Aleksandr Michajlovič Ljapunov, matematico e fisico russo († 1918)
- 1858 - Francesco Coppola, pedagogista e scrittore italiano († 1926)
- 1858 - Bruno Klein, compositore e organista statunitense († 1911)
- 1858 - Claude Montefiore, storico e teologo britannico († 1938)
- 1859 - Enrico Cocchia, latinista e filologo classico italiano († 1930)
- 1859 - Giorgio Alessandro di Meclemburgo-Strelitz, duca († 1909)
- 1861 - Maria Raffaella Cimatti, religiosa italiana († 1945)
- 1861 - Joseph M. Terrell, politico statunitense († 1912)
- 1862 - Henry Newbolt, poeta, scrittore e storico inglese († 1938)
- 1862 - Pere Romeu, imprenditore spagnolo († 1908)
- 1863 - George Hernandez, attore statunitense († 1922)
- 1864 - Alfredo de Sá Cardoso, politico e militare portoghese († 1950)
- 1865 - Jack Addenbrooke, allenatore di calcio e calciatore inglese († 1922)
- 1866 - Wilhelm Wandschneider, scultore tedesco († 1942)
- 1867 - David T. Abercrombie, imprenditore statunitense († 1931)
- 1867 - Egisto Grismayer, ingegnere italiano († 1934)
- 1868 - Samuel Jessurun de Mesquita, pittore e incisore olandese († 1944)
- 1868 - Robert Falcon Scott, marinaio e esploratore britannico († 1912)
- 1869 - Jacques-Emile Sontag, arcivescovo cattolico e missionario francese († 1918)
- 1869 - Siegfried Wagner, compositore e direttore d'orchestra tedesco († 1930)
- 1870 - Nikolaj Dmitrievič Sokolov, rivoluzionario e avvocato russo († 1928)
- 1871 - Tsunesaburō Makiguchi, filosofo, educatore e attivista giapponese († 1944)
- 1871 - Joseph Ignatius Shanahan, missionario e vescovo cattolico irlandese († 1943)
- 1871 - Oscar Adolf Wisting, navigatore e esploratore norvegese († 1936)
- 1872 - Aleksandra Fëdorovna Romanova, nobile tedesca († 1918)
- 1873 - Annibale Gilardoni, politico italiano († 1948)
- 1874 - Nicola Canali, cardinale italiano († 1961)
- 1874 - André Chaumeix, filologo, critico letterario e giornalista francese († 1955)
- 1874 - Louis George Gregory, avvocato statunitense († 1951)
- 1875 - Louis Cartier, imprenditore, gioielliere e orologiaio francese († 1942)
- 1875 - J. Farrell MacDonald, attore e regista statunitense († 1952)
- 1875 - Thomas Mann, scrittore e saggista tedesco († 1955)
- 1875 - Orazio Raimondo, avvocato e politico italiano († 1920)
- 1876 - Giuseppe Buonocore, politico italiano († 1949)
- 1876 - James Hazen Hyde, imprenditore statunitense († 1959)
- 1876 - Simon Orlik, nuotatore austriaco († 1942)
- 1878 - William Gann, economista statunitense († 1955)
- 1879 - Patrick Abercrombie, architetto e urbanista inglese († 1957)
- 1879 - Bartolomé Blanche, generale e politico cileno († 1970)
- 1879 - Paul-Louis Couchoud, filosofo, medico e scrittore francese († 1959)
- 1879 - Vivian Woodward, calciatore inglese († 1954)
- 1880 - Mauro Angioni, giurista e politico italiano († 1969)
- 1880 - Léon Bary, attore francese († 1954)
- 1880 - William Thomas Cosgrave, politico irlandese († 1965)
- 1880 - Fritz Mühlbrecht, illustratore e pittore tedesco
- 1881 - Fernande Olivier, modella e scrittrice francese († 1966)
- 1881 - Alfred Schoep, mineralogista belga († 1966)
- 1882 - Mariano Bottino, attore italiano († 1966)
- 1882 - Aldo Valori, scrittore e giornalista italiano († 1965)
- 1883 - Roberto Arcaleni, musicista italiano († 1973)
- 1883 - John Robert Roberts, calciatore e allenatore di calcio inglese († 1925)
- 1884 - Hansína Regína Björnsdóttir, fotografa islandese († 1973)
- 1884 - Rafael Bolívar Coronado, giornalista e poeta venezuelano († 1924)
- 1884 - Antonio Greco, attore italiano († 1913)
- 1884 - Bruno Parisi, zoologo italiano († 1957)
- 1884 - Cesare Pettorelli Lalatta Finzi, generale e agente segreto italiano († 1969)
- 1884 - Gino Rossi, pittore italiano († 1947)
- 1884 - Tim Williamson, calciatore inglese († 1943)
- 1885 - Agilulfo Caramia, politico e avvocato italiano († 1962)
- 1885 - Roy Fedden, ingegnere britannico († 1973)
- 1885 - Ryūshi Kawabata, pittore giapponese († 1966)
- 1885 - A'Lelia Walker, imprenditrice statunitense († 1931)
- 1886 - Tyler Brooke, attore statunitense († 1943)
- 1887 - Germaine Golding, tennista britannica († 1973)
- 1887 - Shah Mahmud Khan, politico afghano († 1959)
- 1888 - Bob Glendenning, allenatore di calcio e calciatore inglese († 1940)
- 1888 - Valerian Vladimirovič Kujbyšev, rivoluzionario e politico russo († 1935)
- 1888 - Luigi Marchetti, calciatore e arbitro di pallanuoto italiano
- 1888 - Norberto Perini, arcivescovo cattolico italiano († 1977)
- 1888 - Pierre Versteegh, cavaliere olandese († 1942)
- 1889 - Emil Ernst, astronomo tedesco († 1942)
- 1890 - Ted Lewis, musicista e cantante statunitense († 1971)
- 1890 - Paul Kellner, nuotatore tedesco († 1972)
- 1890 - Guido Zanobini, giurista italiano († 1964)
- 1891 - Mike Devaney, mezzofondista statunitense († 1967)
- 1891 - Erich Marcks, generale tedesco († 1944)
- 1891 - Mario Negri, imprenditore e filantropo italiano († 1960)
- 1891 - Ignacio Sánchez Mejías, torero spagnolo († 1934)
- 1891 - Oscar Verbeeck, calciatore belga († 1971)
- 1892 - Guido Cadorin, pittore italiano († 1976)
- 1892 - Leon Kozłowski, archeologo e politico polacco († 1944)
- 1892 - Johanna Piesch, bibliotecaria, fisica e matematica austriaca († 1992)
- 1893 - Camillo Artom, medico italiano († 1970)
- 1893 - Luigi Emery, giornalista e traduttore italiano († 1979)
- 1893 - Karl von Graffen, generale tedesco († 1964)
- 1893 - André Robert Lévy, aviatore francese († 1973)
- 1893 - Otto Pankok, pittore e scultore tedesco († 1966)
- 1893 - Sándor Szalay, pattinatore artistico su ghiaccio ungherese († 1965)
- 1894 - Harry Greb, pugile statunitense († 1926)
- 1894 - Violet Trefusis, scrittrice e filantropa britannica († 1972)
- 1895 - Aldo Fedeli, politico italiano († 1955)
- 1895 - Filippo Iacolino, militare e vescovo cattolico italiano († 1950)
- 1896 - Henry Allingham, supercentenario britannico († 2009)
- 1896 - Italo Balbo, politico, generale e aviatore italiano († 1940)
- 1896 - Imre Nagy, politico ungherese († 1958)
- 1896 - Alessandro Rampini, calciatore italiano († 1995)
- 1896 - Robert Cedric Sherriff, scrittore e sceneggiatore inglese († 1975)
- 1897 - Armando Bellolio, calciatore e allenatore di calcio italiano († 1969)
- 1897 - Shimon Fritz Bodenheimer, entomologo e zoologo israeliano († 1959)
- 1897 - Joel Rinne, attore finlandese († 1981)
- 1898 - Walter Abel, attore statunitense († 1987)
- 1898 - Giuseppe Beratto, politico italiano († 1967)
- 1898 - Ninette de Valois, ballerina e coreografa irlandese († 2001)
- 1898 - Jacobus Johannes Fouché, politico sudafricano († 1980)
- 1898 - Domingo Gómez-Acedo, calciatore spagnolo († 1980)
- 1898 - Adalberto Mariano, ammiraglio, navigatore e esploratore italiano († 1972)
- 1899 - Ugo Dosio, calciatore italiano
- 1900 - Arthur Askey, attore e comico britannico († 1982)
- 1900 - Carlo Avegno, ufficiale italiano († 1943)
- 1900 - André Chamson, scrittore e archivista francese († 1983)
- 1900 - Luis Gutiérrez Soto, architetto spagnolo († 1977)
- 1900 - Victor Kugler, dirigente d'azienda tedesco († 1981)
- 1900 - Shirley Mason, attrice statunitense († 1979)
- 1900 - Manfred Sakel, neurologo ucraino († 1957)

## XX secolo(985)
- 1901 - Fulvio Croce, avvocato e partigiano italiano († 1977)
- 1901 - Henri Evrot, bobbista francese
- 1901 - Karl Max Liniger, esperantista svizzero († 1965)
- 1901 - Quinto Miotti, calciatore italiano († 1985)
- 1901 - Sukarno, politico indonesiano († 1970)
- 1901 - Hellmuth Stieff, generale tedesco († 1944)
- 1901 - Honoré d'Estienne d'Orves, ufficiale francese († 1941)
- 1902 - Émile Ali-Khan, velocista francese
- 1902 - Jimmie Lunceford, sassofonista e direttore d'orchestra statunitense († 1947)
- 1902 - Annie Mascarene, politica indiana († 1963)
- 1903 - Antonio Bussi, politico italiano († 1989)
- 1903 - Aram Il'ič Chačaturjan, compositore e pianista sovietico († 1978)
- 1903 - Rafael Paasio, politico finlandese († 1980)
- 1903 - Juan Pratto, calciatore argentino († 1939)
- 1904 - Stanislao Bellini, militare e aviatore italiano († 1931)
- 1904 - Franco Costa, arcivescovo cattolico italiano († 1977)
- 1904 - Steve Klaus, allenatore di pugilato statunitense († 1992)
- 1904 - Helen McCloy, giornalista, scrittrice e critica d'arte statunitense († 1994)
- 1904 - Tat'jana Ivanovna Pel'tcer, attrice russa († 1992)
- 1905 - Georges Chehata Anawati, orientalista, filosofo e storico delle religioni egiziano († 1994)
- 1905 - Euphrasia Donnelly, nuotatrice statunitense († 1963)
- 1906 - Milorad Arsenijević, calciatore e allenatore di calcio jugoslavo († 1987)
- 1906 - Giuseppe Bazzell, calciatore italiano
- 1906 - Pedro Berges, calciatore cubano († 1978)
- 1906 - Junio Valerio Borghese, militare, politico e nobile italiano († 1974)
- 1906 - Muhammad Ma Jian, linguista e traduttore cinese († 1978)
- 1906 - Carlo Martinato, dirigente d'azienda e divulgatore scientifico italiano († 1998)
- 1906 - Richard Pottier, regista francese († 1994)
- 1907 - Bill Dickey, giocatore di baseball e allenatore di baseball statunitense († 1993)
- 1907 - Odoardo Focherini, dirigente d'azienda italiano († 1944)
- 1907 - Ernst Gaber, canottiere tedesco († 1975)
- 1907 - Robert Arthur Humphreys, storico britannico († 1999)
- 1907 - Antonio Iannotta, militare e partigiano italiano († 1958)
- 1907 - Blasco Lanza D'Ajeta, nobile e diplomatico italiano († 1969)
- 1907 - Bill Mokray, storico e statistico statunitense († 1974)
- 1907 - Lino Oldrini, politico italiano († 1964)
- 1907 - Simone Pétrement, saggista francese († 1992)
- 1907 - George Rickey, artista statunitense († 2002)
- 1908 - Giovanni Bracco, pilota automobilistico italiano († 1968)
- 1908 - Rudolf Gramlich, allenatore di calcio e calciatore tedesco († 1988)
- 1909 - Mario Badiani, calciatore italiano
- 1909 - Isaiah Berlin, filosofo, politologo e diplomatico lettone († 1997)
- 1909 - Andrejs Krisons, cestista e calciatore lettone († 1945)
- 1909 - Juan Pedevilla, calciatore argentino († 2005)
- 1909 - Edgar Shearer, calciatore inglese († 1999)
- 1910 - Paolo Bonomi, politico italiano († 1985)
- 1910 - Fritzi Burger, pattinatrice artistica su ghiaccio austriaca († 1999)
- 1910 - Lothar Collatz, matematico tedesco († 1990)
- 1910 - Francesco Callari, saggista, critico teatrale e critico cinematografico italiano († 1996)
- 1910 - Dino Di Marzio, militare e aviatore italiano († 1936)
- 1910 - Enrique Diosdado, attore spagnolo († 1983)
- 1911 - Giuseppe Albertini, giornalista e telecronista sportivo italiano († 1988)
- 1911 - Riccardo Fossati, calciatore italiano
- 1911 - Hugh Laing, ballerino barbadiano († 1988)
- 1911 - Aldo Querci, allenatore di calcio e calciatore italiano († 1995)
- 1911 - Jiří Sobotka, allenatore di calcio e calciatore cecoslovacco († 1994)
- 1912 - Giacomo Falgarona Vilanova, religioso spagnolo († 1936)
- 1912 - Joan Hartigan, tennista australiana († 2000)
- 1912 - María Montez, attrice dominicana († 1951)
- 1912 - Éloi Tassin, ciclista su strada francese († 1977)
- 1912 - Vittorina Vivenza, discobola e velocista italiana († 2007)
- 1913 - Luigi Perenni, sciatore di pattuglia militare e scialpinista italiano († 1943)
- 1913 - Giuseppe Aldo Rossi, regista, sceneggiatore e enigmista italiano († 2020)
- 1914 - Hubert Adams Carter, alpinista e insegnante statunitense († 1995)
- 1914 - Pier Giuseppe Cevese, chirurgo italiano († 1995)
- 1914 - Saverio Malizia, generale e magistrato italiano
- 1915 - Tom Godwin, autore di fantascienza statunitense († 1980)
- 1915 - Miguel Iglesias, regista e sceneggiatore spagnolo († 2012)
- 1915 - Vincent Persichetti, compositore e pianista statunitense († 1987)
- 1916 - Hamani Diori, politico nigerino († 1989)
- 1916 - Piero Gauli, pittore e scenografo italiano († 2012)
- 1916 - Bert Head, calciatore, allenatore di calcio e dirigente sportivo inglese († 2002)
- 1916 - Dorothea Kent, attrice statunitense († 1990)
- 1916 - Lee Nan-young, cantante sudcoreana († 1965)
- 1916 - Daniel Santos, musicista portoricano († 1992)
- 1916 - Wayne Shanklin, compositore, musicista e produttore discografico statunitense († 1970)
- 1917 - Kirk Kerkorian, aviatore e imprenditore statunitense († 2015)
- 1917 - Ion Rațiu, politico, imprenditore e scrittore rumeno († 2000)
- 1917 - Antonio Sanna, medico e microbiologo italiano († 1992)
- 1917 - George Zoritch, ballerino russo († 2009)
- 1918 - Sid Bidewell, allenatore di calcio e calciatore inglese († 2003)
- 1918 - Kenneth Connor, attore britannico († 1993)
- 1918 - Richard Crane, attore statunitense († 1969)
- 1918 - Martin Esslin, scrittore, traduttore e giornalista ungherese († 2002)
- 1918 - Edwin Krebs, biochimico statunitense († 2009)
- 1918 - Sauli Rytky, fondista finlandese († 2006)
- 1919 - Peter Carington, VI barone Carrington, nobile e politico britannico († 2018)
- 1919 - Oretta Fiume, attrice italiana († 1994)
- 1920 - Dino Asciolla, violinista e violista italiano († 1994)
- 1920 - Attilio Ferrari, politico italiano († 1987)
- 1920 - Giovanni Ligasacchi, direttore di banda italiano († 2005)
- 1920 - Pasquale Morisco, calciatore e allenatore di calcio italiano († 2004)
- 1920 - Jan Rubeš, cantante lirico e attore ceco († 2009)
- 1920 - Giuseppe Scarpat, latinista, biblista e editore italiano († 2008)
- 1920 - Caty Torta, pittrice italiana († 2014)
- 1921 - Brute Bernard, wrestler canadese († 1984)
- 1922 - Iain Hamilton, compositore scozzese († 2000)
- 1922 - Donald Keene, saggista, traduttore e iamatologo statunitense († 2019)
- 1922 - Pietro Lombardi, lottatore italiano († 2011)
- 1922 - Ebbe Parsner, canottiere danese († 2013)
- 1923 - Virginia Andrews, scrittrice statunitense († 1986)
- 1923 - Ivor Bueb, pilota automobilistico britannico († 1959)
- 1923 - Giulia Maria Crespi, imprenditrice e filantropa italiana († 2020)
- 1923 - Ferruccio De Michieli Vitturi, politico italiano († 1984)
- 1923 - Lia Dell'Ara, coreografa e danzatrice italiana († 2018)
- 1923 - René Monory, politico francese († 2009)
- 1924 - Vittorio Blandino, partigiano italiano († 2009)
- 1924 - Gil Cuppini, batterista e direttore d'orchestra italiano († 1996)
- 1924 - Alberto Delfrati, allenatore di calcio e calciatore italiano († 1990)
- 1924 - Gunnar Brunvoll, impresario teatrale norvegese († 1999)
- 1924 - Manuel Machuca, calciatore cileno († 1985)
- 1924 - Göran Malmqvist, linguista, traduttore e sinologo svedese († 2019)
- 1924 - Robert Niederkirchner, calciatore tedesco († 1995)
- 1924 - Radovan Richta, filosofo cecoslovacco († 1983)
- 1925 - Marcel Hendrickx, ciclista su strada belga († 2008)
- 1925 - Silvano Avanzini, pittore, scenografo e scultore italiano († 2000)
- 1925 - Antonio Cristiani, avvocato e giurista italiano († 2007)
- 1925 - Maxine Kumin, poetessa e scrittrice statunitense († 2014)
- 1925 - Stig-Göran Myntti, calciatore finlandese († 2020)
- 1925 - Marvin Worth, produttore cinematografico e sceneggiatore statunitense († 1998)
- 1926 - Vittorio Beltrami, partigiano e politico italiano († 2012)
- 1926 - Giotto Bizzarrini, ingegnere, designer e imprenditore italiano († 2023)
- 1926 - Leone Cimpellin, fumettista italiano († 2017)
- 1926 - Lars Ekborg, attore e cantante svedese († 1969)
- 1926 - Aldo Ghedin, organista italiano († 1998)
- 1926 - Peppino Mazzullo, attore e doppiatore italiano
- 1926 - Alfredo Pigna, conduttore televisivo, sceneggiatore e telecronista sportivo italiano († 2020)
- 1926 - Wandrè, liutaio italiano († 2004)
- 1926 - Maria Radnoti-Alföldi, archeologa e numismatica ungherese († 2022)
- 1926 - Alex Sanders, esoterista britannico († 1988)
- 1926 - Jacques Tabary, fumettista e illustratore francese († 2018)
- 1926 - Klaus Tennstedt, direttore d'orchestra tedesco († 1998)
- 1926 - Denis Vaughan, direttore d'orchestra australiano († 2017)
- 1927 - Eddie Cano, compositore e pianista statunitense († 1988)
- 1927 - Cal Christensen, cestista statunitense († 2011)
- 1927 - Gian Maria Gazzaniga, giornalista italiano († 2009)
- 1927 - Ernst Insam, pittore e grafico austriaco († 2014)
- 1927 - Pavel Machonin, sociologo cecoslovacco († 2008)
- 1927 - Sergio Ricossa, economista italiano († 2016)
- 1927 - Gianbattista Servidati, calciatore italiano
- 1927 - Ralph Wetton, calciatore inglese († 2017)
- 1927 - Xi Zezong, astronomo cinese († 2008)
- 1928 - George Deukmejian, politico statunitense († 2018)
- 1928 - Ed Fury, attore e culturista statunitense († 2023)
- 1928 - Janusz Gniatkowski, cantante polacco († 2011)
- 1928 - Alfredo Paolella, antropologo e medico italiano († 1978)
- 1928 - Elio Sgreccia, cardinale, vescovo cattolico e teologo italiano († 2019)
- 1928 - Emiliano Tardif, presbitero canadese († 1999)
- 1929 - Albert Kalonij, politico della Repubblica Democratica del Congo († 2015)
- 1929 - Oliver Penrose, fisico e matematico britannico
- 1929 - Jorge Villamil, compositore colombiano († 2010)
- 1930 - Sunil Dutt, attore, produttore cinematografico e regista indiano († 2005)
- 1930 - Albert Gallo, mafioso statunitense
- 1930 - Julius Kovazh, calciatore austriaco († 2012)
- 1930 - Françoise Mallet-Joris, scrittrice belga († 2016)
- 1931 - Kiki Dimoulà, poetessa greca († 2020)
- 1931 - Richard Hickock, criminale statunitense († 1965)
- 1931 - Joan Marshall, attrice statunitense († 1992)
- 1931 - Víctor Mora, fumettista, scrittore e sceneggiatore spagnolo († 2016)
- 1932 - Jan Adriaensens, ciclista su strada belga († 2018)
- 1932 - B.H. Born, cestista statunitense († 2013)
- 1932 - Adriano Gransinigh, generale e storico italiano († 2006)
- 1932 - Julia O'Faolain, scrittrice irlandese († 2020)
- 1932 - Derek Rencher, ballerino britannico († 2014)
- 1932 - Cosmo Francesco Ruppi, arcivescovo cattolico italiano († 2011)
- 1932 - David Scott, astronauta statunitense
- 1932 - Billie Whitelaw, attrice britannica († 2014)
- 1933 - Eli Broad, imprenditore e filantropo statunitense († 2021)
- 1933 - Basil Moore, economista canadese († 2018)
- 1933 - Mauro Raphael, calciatore brasiliano († 1995)
- 1933 - Heinrich Rohrer, fisico svizzero († 2013)
- 1933 - Goffredo Unger, attore italiano († 2009)
- 1934 - Alberto II del Belgio, sovrano belga
- 1934 - Sofia Boesch Gajano, storica italiana
- 1934 - Renato Cardillo, calciatore italiano († 2022)
- 1934 - Ezequiel Stefano Carrara Sutour, politico italiano († 2023)
- 1934 - Gilbert Cates, regista e produttore televisivo statunitense († 2011)
- 1934 - Dave MacLaren, allenatore di calcio e calciatore scozzese († 2016)
- 1934 - Taichi Yamada, scrittore e sceneggiatore giapponese († 2023)
- 1935 - Ferruccio Caceffo, ex calciatore italiano
- 1935 - Vincenzo Di Mauro, ex calciatore italiano
- 1935 - Grant Green, chitarrista e compositore statunitense († 1979)
- 1935 - Jon Henricks, ex nuotatore australiano
- 1935 - Tom McVie, hockeista su ghiaccio, allenatore di hockey su ghiaccio e dirigente sportivo canadese († 2025)
- 1935 - Bobby Mitchell, giocatore di football americano statunitense († 2020)
- 1935 - Mário João, ex calciatore portoghese
- 1936 - Bert Marcelo, attore e conduttore televisivo filippino († 1995)
- 1936 - Maysa, cantante, cantautrice e attrice brasiliana († 1977)
- 1936 - Mompati Merafhe, politico e generale botswano († 2015)
- 1936 - Malangatana Ngwenya, pittore e poeta mozambicano († 2011)
- 1936 - Samuel Anum Okai, ex calciatore ghanese
- 1936 - Abdullah al-Ahmar, politico siriano
- 1937 - Piero De Masi, ambasciatore italiano († 2021)
- 1937 - Alexander Demandt, storico tedesco
- 1937 - Romano Garagnani, tiratore a volo italiano († 1999)
- 1937 - Liana Orfei, attrice e circense italiana
- 1937 - Vittorio Salvetti, produttore televisivo, conduttore televisivo e autore televisivo italiano († 1998)
- 1937 - Marilyn Van Derbur, ex modella e attrice statunitense
- 1938 - Giuseppe Bartolini, pittore italiano
- 1938 - Emiliano Giancristofaro, etnologo e saggista italiano († 2022)
- 1938 - Billy Martin, giocatore di football americano statunitense († 1976)
- 1938 - Clelia d'Onofrio, giornalista, scrittrice e personaggio televisivo italiano
- 1938 - Alvaro Pompili, mafioso italiano
- 1938 - Elena Sedlak, ballerina, coreografa e attrice italiana († 2024)
- 1939 - Gary U.S. Bonds, cantante statunitense
- 1939 - Louis Andriessen, compositore olandese († 2021)
- 1939 - Giacomo Aragall, tenore spagnolo
- 1939 - Pavllo Bukoviku, ex calciatore albanese
- 1939 - Antonio Roberto Camatta, allenatore di calcio e ex calciatore brasiliano
- 1939 - Mario Dal Molin, ex calciatore italiano
- 1939 - Doug Hart, giocatore di football americano statunitense († 2020)
- 1939 - William Hartmann, astronomo, pittore e saggista statunitense
- 1939 - Arne Hertz, ex copilota di rally svedese
- 1939 - Roberto Malenotti, regista e sceneggiatore italiano
- 1939 - Joan Martinez Alier, economista spagnolo
- 1939 - Gurbachan Singh Randhawa, ex multiplista e ostacolista indiano
- 1939 - Marvin Trachtenberg, storico dell'architettura e critico d'arte statunitense
- 1939 - Marian Wright Edelman, attivista statunitense
- 1940 - Nanni Bertorelli, attore italiano († 1967)
- 1940 - Nicolas Dumont, pallanuotista belga
- 1940 - Ivo Mattozzi, storico italiano
- 1940 - Willie John McBride, rugbista a 15 britannico
- 1940 - Anna Nagy, attrice ungherese
- 1940 - Richard Paul, attore statunitense († 1998)
- 1940 - Antonella Ragno-Lonzi, ex schermitrice italiana
- 1940 - John Rudometkin, cestista statunitense († 2015)
- 1940 - Gerda Thieme, ex cestista tedesca
- 1940 - Raffaello Vescovi, ex calciatore italiano
- 1941 - Neal Adams, fumettista statunitense († 2022)
- 1941 - Markus Raetz, pittore, illustratore e scultore svizzero († 2020)
- 1942 - Mario Chaldú, calciatore argentino († 2020)
- 1942 - Paul Esswood, controtenore inglese
- 1942 - Ignazio Masulli, storico italiano
- 1942 - Sandra Morgan, ex nuotatrice australiana
- 1942 - Ulrike Ottinger, regista e sceneggiatrice tedesca
- 1942 - Norberto Rivera Carrera, cardinale e arcivescovo cattolico messicano
- 1942 - Gideon Toury, traduttore e linguista israeliano († 2016)
- 1942 - Gianfranco Trombetti, ex pilota automobilistico italiano
- 1942 - Jean-Pierre Verheggen, scrittore e poeta belga († 2023)
- 1943 - Steve Barnett, ex pallanuotista statunitense
- 1943 - Enrico Carabelli, doppiatore, direttore del doppiaggio e attore teatrale italiano († 1997)
- 1943 - Reka Der-Cipriani, ex schermitrice italiana
- 1943 - John Dunn, programmatore, compositore e artista statunitense († 2018)
- 1943 - Dagoberto Fontes, calciatore uruguaiano († 2024)
- 1943 - Francesco Remotti, antropologo italiano
- 1943 - Richard Smalley, chimico statunitense († 2005)
- 1943 - Jim Young, allenatore di football americano e giocatore di football americano canadese
- 1944 - Monty Alexander, pianista giamaicano
- 1944 - Patricio Cornejo, ex tennista cileno
- 1944 - Edgar Froese, musicista tedesco († 2015)
- 1944 - David Alan Harvey, fotografo statunitense
- 1944 - Jacques Madubost, altista francese († 2018)
- 1944 - Luigi Moretti, politico italiano
- 1944 - Jorge Oyarbide, calciatore uruguaiano († 2013)
- 1944 - Valerio Pocar, avvocato e sociologo italiano
- 1944 - Manfred Schmid, ex slittinista austriaco
- 1944 - Phillip Sharp, genetista e biologo statunitense
- 1944 - Tommie Smith, ex velocista e ex giocatore di football americano statunitense
- 1944 - Piera Vidale, attrice e doppiatrice italiana († 2018)
- 1944 - Roland West, ex cestista statunitense
- 1945 - Max Anderson, ex giocatore di football americano statunitense
- 1945 - Allen Boyd, politico statunitense
- 1945 - David Dukes, attore statunitense († 2000)
- 1945 - Augusto César Lendoiro, dirigente sportivo spagnolo
- 1945 - Willy Morales, musicista cileno
- 1945 - Arthur Shawcross, serial killer statunitense († 2008)
- 1945 - Ladislav Škorpil, allenatore di calcio e ex calciatore ceco
- 1946 - Marjana Bremec, ex cestista jugoslava
- 1946 - Mariangela Camocardi, scrittrice italiana
- 1946 - Jesualdo Ferreira, allenatore di calcio portoghese
- 1946 - J. Bob Kelly, ex hockeista su ghiaccio canadese
- 1946 - Tony Levin, bassista statunitense
- 1946 - Patricia Poblete, politica e economista cilena († 2022)
- 1946 - Julia Reichert, regista, produttrice cinematografica e attivista statunitense († 2022)
- 1946 - Micky Lee Soule, tastierista statunitense
- 1946 - Sherwood Stewart, ex tennista statunitense
- 1946 - Tuanku Fauziah, sovrana malese
- 1946 - Leo van Veen, allenatore di calcio e ex calciatore olandese
- 1946 - Willie Watt, ex calciatore scozzese
- 1946 - Chuck Williams, ex cestista statunitense
- 1947 - David Blunkett, politico britannico
- 1947 - Ria De Simone, attrice e cantante italiana († 1995)
- 1947 - Robert Englund, regista, attore e doppiatore statunitense
- 1947 - Táňa Fischerová, attrice e politica ceca († 2019)
- 1947 - Bent Jensen, ex calciatore danese
- 1947 - Ada Kok, ex nuotatrice olandese
- 1947 - Cosimo Vincenzo Macrì, funzionario e prefetto italiano († 2007)
- 1947 - Jochen Pollex, ex cestista tedesco
- 1947 - Giuseppe Scotto Di Luzio, politico italiano († 2023)
- 1947 - Barry Sears, biochimico e nutrizionista statunitense
- 1948 - Yngve Andersen, ex calciatore norvegese
- 1948 - Rocco Buttiglione, politico e saggista italiano
- 1948 - Roberto Filippini, vescovo cattolico e biblista italiano
- 1948 - Fuzzy Kofler, pilota di rally italiano
- 1948 - Rick Ley, allenatore di hockey su ghiaccio e ex hockeista su ghiaccio canadese
- 1948 - Felix Anthony Machado, arcivescovo cattolico indiano
- 1948 - Jürgen Marcus, cantante tedesco († 2018)
- 1948 - Hugh McKinnis, ex giocatore di football americano statunitense
- 1948 - Brad Park, ex hockeista su ghiaccio e allenatore di hockey su ghiaccio canadese
- 1948 - Richard Sinclair, bassista, chitarrista e cantante britannico
- 1948 - Paolo Viola, storico italiano († 2005)
- 1948 - Brian Woodall, calciatore inglese († 2007)
- 1948 - Vladimir Šadrin, hockeista su ghiaccio sovietico († 2021)
- 1949 - William Cutolo, mafioso italiano († 1999)
- 1949 - Paolo Liguori, giornalista italiano
- 1949 - Javier Méndez Henríquez, ex calciatore cileno
- 1949 - Holly Near, cantante e attrice statunitense
- 1949 - Louis Rossetto, giornalista statunitense
- 1949 - Aleksandr Sidjakin, ex cestista sovietico
- 1949 - Vitalij Staruchin, calciatore sovietico († 2000)
- 1950 - Chantal Akerman, regista, sceneggiatrice e artista belga († 2015)
- 1950 - Marilyn Corson-Whitney, ex nuotatrice canadese
- 1950 - Osvaldo Cortés, ex calciatore argentino
- 1950 - Paul Moukila, calciatore della Repubblica del Congo († 1992)
- 1951 - Odd Arild Amundsen, allenatore di calcio e ex calciatore norvegese
- 1951 - Ian Bowyer, ex calciatore e allenatore di calcio inglese
- 1951 - Chen Chien-jen, politico taiwanese
- 1951 - Milo De Angelis, poeta, scrittore e critico letterario italiano
- 1951 - Ralph Guggenheim, grafico e produttore cinematografico statunitense
- 1951 - Boris Lukomskij, ex schermidore sovietico
- 1951 - Geraldine McCaughrean, scrittrice britannica
- 1951 - Nazar Petrosyan, allenatore di calcio e ex calciatore sovietico
- 1951 - Carlos Pizarro Leongómez, guerrigliero e politico colombiano († 1990)
- 1951 - Michele Seccia, arcivescovo cattolico italiano
- 1951 - Noritake Takahara, pilota di Formula 1 giapponese
- 1951 - Erik de Beck, ex mezzofondista belga
- 1952 - Marsha Blackburn, politica statunitense
- 1952 - Anna Buoninsegni, poetessa e scrittrice italiana
- 1952 - Deborah Crombie, scrittrice statunitense
- 1952 - Pavel Leonidovič Kogan, violinista e direttore d'orchestra russo
- 1952 - Guillermo La Rosa, ex calciatore peruviano
- 1952 - Didier Migaud, politico e funzionario francese
- 1952 - Tibor Molnár, ex calciatore ungherese
- 1952 - Moondog Spot, wrestler statunitense († 2003)
- 1952 - Hamane Niang, politico e dirigente sportivo maliano
- 1952 - Nicolino Selis, criminale italiano († 1981)
- 1952 - Ross Stretton, ballerino e direttore artistico australiano († 2005)
- 1952 - Yukihiro Takahashi, cantante e musicista giapponese († 2023)
- 1952 - Bernd Wehmeyer, ex calciatore tedesco
- 1953 - Dīmītrīs Avramopoulos, politico e diplomatico greco
- 1953 - Apostolos Doxiadis, scrittore greco
- 1953 - Ol'ga L'vovna Sviblova, regista e critico d'arte russa
- 1953 - Jerzy Rybicki, ex pugile polacco
- 1954 - Françoise Blanchard, attrice e doppiatrice francese († 2013)
- 1954 - Roberto Bozzetti, disc jockey e musicista italiano († 2006)
- 1954 - Robert Milner Coerver, vescovo cattolico statunitense
- 1954 - Harvey Fierstein, attore, sceneggiatore e cantante statunitense
- 1954 - Monika Jaworski, ex cestista tedesca
- 1954 - Jorge Mendonça, calciatore brasiliano († 2006)
- 1954 - Giuseppe Mascheroni, ex calciatore italiano
- 1954 - Tim O'Reilly, editore irlandese
- 1954 - Urve Tiidus, politica e giornalista estone
- 1954 - Władysław Żmuda, allenatore di calcio e ex calciatore polacco
- 1955 - Mario Beretta, ex cestista italiano
- 1955 - Maurizio Beretta, giornalista, dirigente d'azienda e dirigente sportivo italiano
- 1955 - Sandra Bernhard, attrice, cantante e scrittrice statunitense
- 1955 - Maurizio Cattoi, politico italiano
- 1955 - Mattias Mainiero, giornalista italiano
- 1955 - Franco Paleari, allenatore di calcio e ex calciatore italiano
- 1955 - Antonio Panzeri, sindacalista e politico italiano
- 1955 - Germana Pasquero, attrice, imitatrice e doppiatrice italiana
- 1955 - Sam Simon, sceneggiatore e produttore televisivo statunitense († 2015)
- 1955 - Lee Smolin, fisico statunitense
- 1956 - Björn Borg, ex tennista svedese
- 1956 - Jay C. Buckey, ex astronauta e medico statunitense
- 1956 - Paolo Crosa Lenz, scrittore e alpinista italiano
- 1956 - Hans-Peter Ferner, ex mezzofondista tedesco
- 1956 - Norberto Huezo, calciatore e allenatore di calcio salvadoregno († 2025)
- 1956 - Marco Minniti, politico italiano
- 1956 - Franco Morone, chitarrista e compositore italiano
- 1956 - Detlef Richter, bobbista tedesco
- 1956 - Lutz Wanja, ex nuotatore tedesco orientale
- 1956 - Ryszard Wójcik, ex arbitro di calcio polacco
- 1957 - Abbas Ahmad Akhoundi, politico iraniano
- 1957 - Alfred Arbinger, allenatore di calcio e ex calciatore tedesco
- 1957 - Fábio Barreto, regista e attore brasiliano († 2019)
- 1957 - Stefano Braschi, ex arbitro di calcio italiano
- 1957 - Paulo César Correia de Souza, ex giocatore di calcio a 5 brasiliano
- 1957 - Sylvia Eichner, ex nuotatrice tedesca orientale
- 1957 - Enrico Giovannini, economista e statistico italiano
- 1957 - Ollie Mack, ex cestista statunitense
- 1957 - Aleksandr Majorov, ex combinatista nordico russo
- 1957 - Ashious Melu, calciatore e allenatore di calcio zambiano († 1997)
- 1957 - Egidio Romio, regista televisivo e direttore artistico italiano
- 1957 - Walmir José de Almeida, ex giocatore di calcio a 5 brasiliano
- 1957 - Stefano Zardini, dirigente sportivo e ex giocatore di curling italiano
- 1958 - Tracey Adams, ex attrice pornografica statunitense
- 1958 - Fabrizio Bartolucci, drammaturgo, attore e regista italiano
- 1958 - Rudi Fink, ex pugile tedesco
- 1958 - Gordan Grlić-Radman, politico croato
- 1958 - Luisa Valieri, fotografa italiana
- 1958 - Danny Webb, attore britannico
- 1959 - Sherry Acker, ex tennista statunitense
- 1959 - Marwan Barghuthi, politico palestinese
- 1959 - Marco Borradori, politico svizzero († 2021)
- 1959 - Madeleine Dean, politica statunitense
- 1959 - John Garris, ex cestista statunitense
- 1959 - Zakir Hasanov, generale e politico azero
- 1959 - Maurizio Iorio, ex calciatore italiano
- 1959 - Jimmy Jam & Terry Lewis, musicista e produttore discografico statunitense
- 1959 - Mario Landolfi, politico e giornalista italiano
- 1959 - Neal H. Moritz, produttore cinematografico statunitense
- 1959 - Amanda Pays, attrice e designer britannica
- 1959 - Dag Erik Pedersen, ciclista su strada norvegese († 2024)
- 1959 - Lindsay Posner, regista teatrale britannico
- 1959 - Andrej Prokof'ev, ostacolista e velocista sovietico († 1989)
- 1959 - Luca Raffaelli, giornalista, saggista e sceneggiatore italiano
- 1959 - Marie Richardson, attrice svedese
- 1959 - Dave Schultz, lottatore statunitense († 1996)
- 1959 - Akiko Takeshita, attrice giapponese
- 1959 - Grazia Vitale, cantante italiana
- 1959 - John Wiggins, chitarrista britannico
- 1959 - Robert Ian Winstin, compositore, direttore d'orchestra e pianista statunitense († 2010)
- 1960 - Lola Forner, modella e attrice spagnola
- 1960 - Pier Paolo Pacini, regista teatrale italiano
- 1960 - Nico Papanicolaou, allenatore di calcio a 5 e ex giocatore di calcio a 5 belga
- 1960 - Jozef Pribilinec, ex marciatore slovacco
- 1960 - François Santoni, terrorista francese († 2001)
- 1960 - Steve Vai, chitarrista, compositore e polistrumentista statunitense
- 1960 - Peter Zeitlinger, direttore della fotografia, montatore e regista ceco
- 1961 - Tom Araya, cantante e bassista cileno
- 1961 - Carole Baskin, attivista e imprenditrice statunitense
- 1961 - Walter Brugiolo, attore e cantante italiano († 2024)
- 1961 - Hernando Calvo Ospina, giornalista e scrittore colombiano
- 1961 - Dee C. Lee, cantante britannica
- 1961 - Sergiu Mocanu, politico moldavo
- 1961 - Thomas Eusebios Naickamparampil, vescovo cattolico indiano
- 1961 - Garin Nugroho, regista indonesiano
- 1961 - Renato Zanella, ballerino, coreografo e regista teatrale italiano
- 1962 - Dragan Andrić, ex pallanuotista jugoslavo
- 1962 - Jordi Arcarons, pilota motociclistico spagnolo
- 1962 - Mark Bright, ex calciatore inglese
- 1962 - Carol Cady, ex discobola e pesista statunitense
- 1962 - Anna Chimenti, giurista italiana
- 1962 - Alex Datcher, attrice statunitense
- 1962 - Antonio Di Carlo, ex calciatore italiano
- 1962 - Rodman Flender, regista, attore e produttore cinematografico statunitense
- 1962 - Grant Fox, ex rugbista a 15 e allenatore di rugby a 15 neozelandese
- 1962 - Andrés Jiménez, ex cestista spagnolo
- 1962 - John Kaiser, ex giocatore di football americano statunitense
- 1962 - Hirokazu Kore'eda, regista, sceneggiatore e montatore giapponese
- 1962 - Salvatore Luongo, generale italiano
- 1962 - Gennaro Sangiuliano, giornalista, saggista e ex politico italiano
- 1962 - Yoo Jae-ha, cantautore e polistrumentista sudcoreano († 1987)
- 1963 - Abdullah Ahmed Abdullah, terrorista e criminale egiziano († 2020)
- 1963 - Federico Andahazi, scrittore e psicologo argentino
- 1963 - Fabrizio Barbacci, produttore discografico, compositore e musicista italiano
- 1963 - Pierre Bismuth, sceneggiatore, regista e produttore cinematografico francese
- 1963 - Eric Cantor, politico statunitense
- 1963 - Vincent Collet, dirigente sportivo, allenatore di pallacanestro e ex cestista francese
- 1963 - Giuseppe D'Arpino, architetto italiano
- 1963 - Devon, rapper canadese († 2024)
- 1963 - Andreas Englisch, giornalista e scrittore tedesco
- 1963 - Jason Isaacs, attore e doppiatore britannico
- 1963 - Ahmed Johnson, ex wrestler statunitense
- 1963 - Hólmfríður Karlsdóttir, modella islandese
- 1963 - Dariusz Kubicki, allenatore di calcio e ex calciatore polacco
- 1963 - Luis Leante, scrittore, insegnante e blogger spagnolo
- 1963 - Gianni Lenoci, pianista e compositore italiano († 2019)
- 1963 - Rueben Mayes, ex giocatore di football americano canadese
- 1963 - Vladimír Růžička, allenatore di hockey su ghiaccio, dirigente sportivo e ex hockeista su ghiaccio ceco
- 1964 - Natal'ja Achmarova, ballerina russa
- 1964 - Jay Bentley, bassista statunitense
- 1964 - Nelli Cooman, ex velocista olandese
- 1964 - Raffaella Corradini, conduttrice televisiva, attrice e giornalista italiana
- 1964 - Fabio Fornasari, architetto e museologo italiano
- 1964 - Béatrice Foucher, ingegnera e dirigente d'azienda francese
- 1964 - Antonio Giordano, politico italiano
- 1964 - Sékouba Konaté, politico e generale guineano
- 1964 - Brendon Nasser, ex rugbista a 15 australiano
- 1964 - Giulia Staccioli, coreografa e ex ginnasta italiana
- 1964 - Guru Josh, disc jockey britannico († 2015)
- 1965 - Donat Acklin, ex bobbista svizzero
- 1965 - Tommy Amaker, ex cestista e allenatore di pallacanestro statunitense
- 1965 - Olivier Boivin, ex canoista francese
- 1965 - Jean-Marc Civault, allenatore di calcio francese
- 1965 - Osamu Hirose, ex calciatore giapponese
- 1965 - Cam Neely, ex hockeista su ghiaccio canadese
- 1965 - Megumi Ogata, attrice, doppiatrice e cantante giapponese
- 1965 - Volodymyr Pulnikov, ex ciclista su strada ucraino
- 1965 - Danilo Sacco, cantautore e chitarrista italiano
- 1965 - Peter Slattery, ex rugbista a 15 australiano
- 1966 - Lawrence Attard, ex calciatore maltese
- 1966 - Attilio Barcella, ex sciatore alpino italiano
- 1966 - Angela Cavagna, showgirl, cantante e ex modella italiana
- 1966 - Alessandra Celletti, pianista e compositrice italiana
- 1966 - Tom Doshi, imprenditore e politico albanese
- 1966 - Kelly Duda, giornalista, produttore cinematografico e attivista statunitense
- 1966 - Faure Gnassingbé, politico togolese
- 1966 - Fernando Kanapkis, ex calciatore uruguaiano
- 1966 - Kramer Morgenthau, direttore della fotografia statunitense
- 1966 - Manabu Nikaidō, ex saltatore con gli sci giapponese
- 1966 - Sean Yseult, musicista statunitense
- 1966 - Andy Sayer, ex calciatore inglese
- 1966 - The Great Kat, chitarrista e violinista statunitense
- 1966 - Anthony Yeboah, ex calciatore ghanese
- 1967 - Massimiliano Bertolini, illustratore e fumettista italiano
- 1967 - Vladimir Burmakin, scacchista russo
- 1967 - Max Casella, attore statunitense
- 1967 - Loukas Chatzīloukas, allenatore di calcio e ex calciatore cipriota
- 1967 - Cheng Yaodong, allenatore di calcio, ex giocatore di calcio a 5 e ex calciatore cinese
- 1967 - David Dayan Fisher, attore e doppiatore britannico
- 1967 - Paul Giamatti, attore statunitense
- 1967 - Roger Lukaku, ex calciatore della Repubblica Democratica del Congo
- 1967 - Stefan Mair, allenatore di hockey su ghiaccio e ex hockeista su ghiaccio italiano
- 1967 - Arash Noamooz, ex calciatore e ex giocatore di calcio a 5 iraniano
- 1967 - Rich Skrenta, programmatore statunitense
- 1967 - Ron Zwerver, ex pallavolista e allenatore di pallavolo olandese
- 1968 - Oliver Blume, dirigente d'azienda tedesco
- 1968 - M. J. Hyland, scrittrice australiana
- 1968 - Steven Berlin Johnson, giornalista e scrittore statunitense
- 1968 - Nenad Marković, ex cestista e allenatore di pallacanestro bosniaco
- 1968 - Francesco Pedone, allenatore di calcio e ex calciatore italiano
- 1968 - Kimiko Shiratori, ex calciatrice giapponese
- 1968 - John Wong Soo Kau, arcivescovo cattolico malese
- 1968 - Suzie Toase, attrice britannica
- 1968 - Bart Voskamp, ex ciclista su strada olandese
- 1968 - Edwin Vurens, allenatore di calcio e ex calciatore olandese
- 1969 - Mike Croel, ex giocatore di football americano statunitense
- 1969 - Carlos Amaral Ferreira, ex atleta paralimpico portoghese
- 1969 - Stefano Guindani, fotografo italiano
- 1969 - Jim Loach, regista britannico
- 1969 - Thomas Nack, batterista tedesco
- 1969 - Cristian Polidori, allenatore di calcio e ex calciatore italiano
- 1969 - Fernando Redondo, ex calciatore argentino
- 1969 - Nina Sosanya, attrice inglese
- 1969 - Daniel Taye Workou, regista tedesco
- 1970 - Dean Anastasiadis, ex calciatore australiano
- 1970 - Dady Aristide, ex calciatore britannico
- 1970 - Randy Becker, attore statunitense
- 1970 - Claudio Borghi, politico italiano
- 1970 - Demonaz Doom Occulta, chitarrista, paroliere e cantante norvegese
- 1970 - Sarah Dessen, scrittrice statunitense
- 1970 - Richard Di Natale, politico australiano
- 1970 - Dulmatin, terrorista e guerrigliero indonesiano († 2010)
- 1970 - Andrian Dušev, ex canoista bulgaro
- 1970 - Albert Ferrer, allenatore di calcio e ex calciatore spagnolo
- 1970 - Montell Griffin, ex pugile statunitense
- 1970 - Jonathan Magri Overend, ex calciatore maltese
- 1970 - Massimiliano Mannino, allenatore di calcio a 5 e ex giocatore di calcio a 5 italiano
- 1970 - Krzysztof Mila, ex cestista polacco
- 1970 - Massimiliano Rota, ex atleta e ex bobbista italiano
- 1970 - James Shaffer, chitarrista statunitense
- 1970 - Massimiliano Tangorra, allenatore di calcio e ex calciatore italiano
- 1970 - Yoko Taro, autore di videogiochi e sceneggiatore giapponese
- 1970 - Henry Williams, cestista statunitense († 2018)
- 1970 - Philippe Zawieja, sociologo francese
- 1971 - Arsène Ade-Mensah, ex cestista francese
- 1971 - Silvia Jato, conduttrice televisiva e modella spagnola
- 1971 - Michalīs Kasapīs, allenatore di calcio e ex calciatore greco
- 1971 - Petr Korbel, tennistavolista ceco
- 1971 - Attila Pinte, ex calciatore slovacco
- 1972 - Luis Cembranos, allenatore di calcio e ex calciatore svizzero
- 1972 - Massimo Coppola, autore televisivo, editore e regista italiano
- 1972 - Óscar Díaz, ex calciatore colombiano
- 1972 - Travis Jones, allenatore di football americano statunitense
- 1972 - Noriaki Kasai, saltatore con gli sci giapponese
- 1972 - Frankie King, ex cestista statunitense
- 1972 - Marko Kiprusoff, allenatore di hockey su ghiaccio e ex hockeista su ghiaccio finlandese
- 1972 - Natalie Morales, giornalista statunitense
- 1972 - Purificación Ortiz, ex atleta paralimpica spagnola
- 1972 - Maurizio Prollo, attore italiano
- 1972 - Cristina Scabbia, cantante italiana
- 1972 - James Scott, ex cestista statunitense
- 1973 - Srđan Blagojević, allenatore di calcio serbo
- 1973 - Lisa Brokop, cantante canadese
- 1973 - Matteo Lolletti, regista, sceneggiatore e produttore cinematografico italiano
- 1973 - Olindo Mare, ex giocatore di football americano statunitense
- 1973 - Patrick Rothfuss, scrittore statunitense
- 1973 - William Lee Scott, attore statunitense
- 1973 - Dave Tiueti, ex rugbista a 15 tongano
- 1974 - Jean-Paul Boeka-Lisasi, ex calciatore della Repubblica Democratica del Congo
- 1974 - Anson Carter, ex hockeista su ghiaccio canadese
- 1974 - Rolando Fonseca, dirigente sportivo e ex calciatore costaricano
- 1974 - Sattar Hamedani, ex calciatore iraniano
- 1974 - Jonathan Kerner, ex cestista statunitense
- 1974 - Peter Ketnath, attore tedesco
- 1974 - Apisit Khaikaew, giocatore di calcio a 5 thailandese
- 1974 - Devis Mangia, allenatore di calcio italiano
- 1974 - Jurijs Molotkovs, ex calciatore lettone
- 1974 - Guillaume Musso, romanziere e docente francese
- 1974 - Barbara Niedernhuber, ex slittinista tedesca
- 1974 - Uncle Kracker, cantante e musicista statunitense
- 1974 - Danny Strong, attore, sceneggiatore e regista statunitense
- 1974 - Sonya Walger, attrice britannica
- 1974 - Xu Yang, ex calciatore cinese
- 1975 - Fábio Camilo de Brito, ex calciatore brasiliano
- 1975 - Mónica Cervera, attrice spagnola
- 1975 - Cheer Chen, cantante, compositrice e chitarrista taiwanese
- 1975 - Christian Forrer, ex sciatore alpino svizzero
- 1975 - Dario Giannobile, fotografo e ingegnere italiano
- 1975 - Fritzi Haberlandt, attrice tedesca
- 1975 - He Cihong, ex nuotatrice cinese
- 1975 - Staci Keanan, attrice statunitense
- 1975 - Sarnya Parker, ex paraciclista australiana
- 1975 - Steinar Pedersen, allenatore di calcio e ex calciatore norvegese
- 1975 - Bridget Regan, cantante e musicista statunitense
- 1975 - José Ivanaldo de Souza, ex calciatore brasiliano
- 1975 - Eugene Vindman, politico e ex militare statunitense
- 1976 - Andrea Agnello, sceneggiatore italiano
- 1976 - Emilie-Claire Barlow, cantante e doppiatrice canadese
- 1976 - Bijan Djir Sarai, politico iraniano
- 1976 - Alessandro Fiori, cantautore e musicista italiano
- 1976 - Antonio Granger, ex cestista statunitense
- 1976 - Rachel Leskovac, attrice e cantante inglese
- 1976 - Dieudonné Londo, ex calciatore gabonese
- 1976 - Z-Ro, rapper statunitense
- 1976 - Jonathan Nolan, scrittore, sceneggiatore e regista britannico
- 1976 - Oksana Romenskaja, pallamanista russa
- 1976 - Geoff Rowley, skater britannico
- 1976 - Kira Skov, cantante danese
- 1976 - Hamza Yerlikaya, ex lottatore turco
- 1976 - Alpay Öztaş, ex cestista turco
- 1977 - Małgorzata Bela, supermodella e attrice polacca
- 1977 - Paola Cavallino, ex nuotatrice italiana
- 1977 - Frédéric Chau, attore e modello francese
- 1977 - David Connolly, ex calciatore irlandese
- 1977 - Amaury Delerue, arbitro di calcio francese
- 1977 - Meike Evers, ex canottiera tedesca
- 1977 - Trude Gundersen, ex taekwondoka norvegese
- 1977 - Amy Herrig, ex cestista statunitense
- 1977 - Mislav Hodžić, presbitero croato
- 1977 - Claude Kalisa, ex calciatore ruandese
- 1977 - Igor' Paŭlavič Kolb, ex ballerino e coreografo bielorusso
- 1977 - Marek Maciejewski, ex ciclista su strada polacco
- 1977 - Fatou Ndiaye, ex cestista senegalese
- 1977 - Amber Nash, attrice e doppiatrice statunitense
- 1977 - Paolo Emilio Russo, politico italiano
- 1977 - Elvira Savino, politica italiana
- 1977 - Tony Sergeant, ex calciatore belga
- 1978 - Marco Balzano, scrittore, poeta e italianista italiano
- 1978 - Judith Barsi, attrice statunitense († 1988)
- 1978 - Carl Barât, cantante e chitarrista britannico
- 1978 - Irina Baženova, schermitrice russa
- 1978 - Mirko Benin, ex calciatore italiano
- 1978 - Marla Brumfield, ex cestista e allenatrice di pallacanestro statunitense
- 1978 - Miguel Cáceres, ex calciatore paraguaiano
- 1978 - Faudel, cantante e attore francese
- 1978 - Daniel Munteanu, ex calciatore rumeno
- 1978 - ODB, wrestler statunitense
- 1978 - Mariana Popova, cantante bulgara
- 1978 - Vol'ha Prakopaŭa, stilista e designer bielorussa
- 1978 - Andrew Reynolds, skater statunitense
- 1978 - Marko Verginella, ex cestista sloveno
- 1978 - Igors Vihrovs, ex ginnasta lettone
- 1978 - Andrea Volpini, nuotatore italiano
- 1978 - Mirko Šarić, calciatore argentino († 2000)
- 1979 - Diego De Lorenzis, politico italiano
- 1979 - Roberto De Zerbi, allenatore di calcio e ex calciatore italiano
- 1979 - Solenne Figuès, ex nuotatrice francese
- 1979 - Norbert Hauata, arbitro di calcio francese
- 1979 - Damián Manso, ex calciatore argentino
- 1979 - Lisanne de Roever, hockeista su prato olandese
- 1980 - Giancane, cantautore e musicista italiano
- 1980 - Rafael Arlex Castillo, ex calciatore colombiano
- 1980 - Hans Martin Gjedrem, ex biatleta e fondista norvegese
- 1980 - Pete Hegseth, ex militare, politico e conduttore televisivo statunitense
- 1980 - Sven Knoll, politico italiano
- 1980 - Liang Junjie, ex calciatore macaense
- 1980 - Mmusi Maimane, politico sudafricano
- 1980 - Peter Mosely, bassista e tastierista statunitense
- 1980 - Hiroshi Shiibashi, fumettista giapponese
- 1980 - Ingrid Šišković, pallavolista croata
- 1980 - Aboubakar Soumahoro, sindacalista e politico italiano
- 1980 - Zuzana Žirková, ex cestista e allenatrice di pallacanestro slovacca
- 1981 - João Paulo Andrade, ex calciatore portoghese
- 1981 - Kevin Bieksa, hockeista su ghiaccio canadese
- 1981 - Brent Darby, cestista statunitense († 2011)
- 1981 - Charles Diers, ex calciatore francese
- 1981 - Cheryl Ford, ex cestista statunitense
- 1981 - Claudia Galanti, modella, showgirl e attrice paraguaiana
- 1981 - Gerardo Berodia, ex calciatore spagnolo
- 1981 - Young Im Min, calciatore samoano americano
- 1981 - Paul James, attore statunitense
- 1981 - Yudel Johnson, pugile cubano
- 1981 - Satoshi Kamiya, artista giapponese
- 1981 - Antonio Mannato, ex rugbista a 15 italiano
- 1981 - Philip McGinley, attore britannico
- 1981 - Johnny Pacar, attore statunitense
- 1981 - Qiu Li, ex calciatore cinese
- 1981 - Jackson Vroman, cestista statunitense († 2015)
- 1982 - Casto Espinosa, ex calciatore spagnolo
- 1982 - Oliver Fink, ex calciatore tedesco
- 1982 - Diána Mészáros, supermodella ungherese
- 1982 - Marian Oprea, triplista rumeno
- 1982 - David Patrizi, ex giocatore di calcio a 5 italiano
- 1982 - Marina Puškar, ex cestista serba
- 1982 - William Ryder, rugbista a 15 figiano
- 1982 - Jaxson Ryker, ex wrestler statunitense
- 1982 - Uku Suviste, cantautore estone
- 1983 - Kellen Clemens, giocatore di football americano statunitense
- 1983 - Bertrand Kaï, calciatore
- 1983 - Afroditī Kosma, ex cestista greca
- 1983 - Michael Krohn-Dehli, ex calciatore danese
- 1983 - Juan Manuel Leguizamón, rugbista a 15 argentino
- 1983 - Manuela Manetta, giocatrice di squash italiana
- 1983 - Gianna Michaels, ex attrice pornografica statunitense
- 1983 - Kelela, cantautrice statunitense
- 1983 - Sagar Prakash Khatnani, scrittore spagnolo
- 1983 - Joe Rokocoko, ex rugbista a 15 neozelandese
- 1983 - José Ruiz, ex giocatore di calcio a 5 spagnolo
- 1983 - Alexander Walke, ex calciatore tedesco
- 1984 - Joe Cohen, giocatore di football americano statunitense
- 1984 - Igor Cukrov, cantante croato
- 1984 - Elton Grami, ex calciatore albanese
- 1984 - Preston Griffall, ex slittinista statunitense
- 1984 - Roman Hubník, ex calciatore ceco
- 1984 - Eduardo Jumisse, ex calciatore mozambicano
- 1984 - Miguel Marriaga, cestista venezuelano
- 1984 - ByeAlex, cantante ungherese
- 1984 - Juan Carlos Rojas Guerra, ex calciatore messicano
- 1984 - Alexander Sánchez, ex calciatore peruviano
- 1984 - Christian Schwegler, ex calciatore svizzero
- 1985 - Rodrigo Archubi, ex calciatore argentino
- 1985 - Sōta Hirayama, allenatore di calcio e ex calciatore giapponese
- 1985 - Tony Igy, disc jockey russo
- 1985 - Martyn Irvine, dirigente sportivo, ex pistard e ciclista su strada irlandese
- 1985 - Jurij Kušnarëv, rugbista a 15 russo
- 1985 - Sebastian Larsson, ex calciatore svedese
- 1985 - Drew McIntyre, wrestler britannico
- 1985 - Jane Moran, pallanuotista australiana
- 1985 - Heiki Nabi, lottatore estone
- 1985 - Odafe Okolie, ex calciatore nigeriano
- 1985 - Becky Sauerbrunn, ex calciatrice statunitense
- 1985 - Nikolaj Vărbanov, ex cestista bulgaro
- 1985 - Leila Vaziri, nuotatrice statunitense
- 1986 - Arbër Abilaliaj, ex calciatore albanese
- 1986 - Leandro Barrios, ex calciatore brasiliano
- 1986 - Cameron Britton, attore statunitense
- 1986 - Leslie Carter, cantante statunitense († 2012)
- 1986 - Angelo Donato Colombo, attore italiano
- 1986 - Osarimen Ebagua, ex calciatore nigeriano
- 1986 - Higuita, giocatore di calcio a 5 brasiliano
- 1986 - Tyson Jackson, giocatore di football americano statunitense
- 1986 - Pieter Jacobs, ex ciclista su strada belga
- 1986 - Kim Hyun-joong, cantante e attore sudcoreano
- 1986 - Didem Kinali, ballerina e cantante turca
- 1986 - Stefanie Köhle, ex sciatrice alpina austriaca
- 1986 - Ante Kulušić, ex calciatore croato
- 1986 - Tamara Lunger, scialpinista, alpinista e esploratrice italiana
- 1986 - Maycon Rogerio Silva Calijuri, ex calciatore brasiliano
- 1986 - Sebastián Méndez, calciatore cileno
- 1986 - Barbara Negri, ex cestista italiana
- 1986 - Angela Pressey, pallavolista statunitense
- 1986 - Ali Rabo, ex calciatore burkinabé
- 1986 - Tiago Targino, ex calciatore portoghese
- 1986 - Vladimir Volkov, ex calciatore serbo
- 1986 - Gin Wigmore, cantautrice neozelandese
- 1986 - Médard Zanou, calciatore beninese († 2009)
- 1986 - Antonio Zito, dirigente sportivo e ex calciatore italiano
- 1986 - Vagner da Silva, calciatore brasiliano
- 1987 - Mohamed Amine Aoudia, ex calciatore algerino
- 1987 - Mohammed Arjaoui, pugile marocchino
- 1987 - Andreas Avraam, ex calciatore cipriota
- 1987 - Julián Benítez, calciatore paraguaiano
- 1987 - Yahel Castillo, tuffatore messicano
- 1987 - Brandon Ghee, ex giocatore di football americano statunitense
- 1987 - Eralda Hitaj, modella albanese
- 1987 - Niklas Hjalmarsson, hockeista su ghiaccio svedese
- 1987 - Mike Johnson, ex giocatore di football americano statunitense
- 1987 - Daniel Logan, attore neozelandese
- 1987 - Luo Zilin, modella cinese
- 1987 - Il'ja Maksimov, pianista russo
- 1987 - Jenna O'Hea, cestista australiana
- 1987 - Rubin Okotie, ex calciatore austriaco
- 1987 - Cássio Ramos, calciatore brasiliano
- 1987 - Adriano Russo, ex calciatore italiano
- 1987 - Ruddy Zang Milama, velocista gabonese
- 1988 - Marija Alëchina, cantante e attivista russa
- 1988 - Sergej Bol'šakov, nuotatore russo
- 1988 - Ryan Brathwaite, ostacolista barbadiano
- 1988 - Andrei Cordoș, ex calciatore rumeno
- 1988 - Israel Dagg, ex rugbista a 15 neozelandese
- 1988 - Teerasil Dangda, calciatore thailandese
- 1988 - Guillermo Durán, tennista argentino
- 1988 - Jon Errasti, ex calciatore spagnolo
- 1988 - Arianna Errigo, schermitrice italiana
- 1988 - Gyula Forró, calciatore ungherese
- 1988 - Gideon Glick, attore statunitense
- 1988 - Marie Gluesenkamp Perez, politica statunitense
- 1988 - Haley Irwin, hockeista su ghiaccio canadese
- 1988 - Jelen Ixoée, calciatore francese
- 1988 - Dominique Victor Jones, cestista statunitense
- 1988 - Lorenz Kienzle, hockeista su ghiaccio svizzero
- 1988 - Gianluca Litteri, calciatore italiano
- 1988 - Liu Xiangrong, pesista cinese
- 1988 - Anthony Pilkington, ex calciatore irlandese
- 1988 - Dani Rodríguez, calciatore spagnolo
- 1988 - Rodger Saffold, giocatore di football americano statunitense
- 1988 - Sandro Schärer, arbitro di calcio svizzero
- 1988 - Raphael Wolf, ex calciatore tedesco
- 1988 - Jan Zawada, calciatore ceco
- 1989 - Prince Amukamara, giocatore di football americano statunitense
- 1989 - Lele Blade, rapper italiano
- 1989 - Ionuț Balaur, calciatore rumeno
- 1989 - Paula Brancati, attrice, produttrice televisiva e doppiatrice canadese
- 1989 - Alejandro Gálvez, ex calciatore spagnolo
- 1989 - Javi Hernández, calciatore spagnolo
- 1989 - Eliud Kiptanui, maratoneta keniota
- 1989 - Kazushige Kuboki, ciclista su strada e pistard giapponese
- 1989 - Lene Lai, attrice e modella taiwanese
- 1989 - DeAndre Lansdowne, cestista statunitense
- 1989 - Rodrigo Lindoso, calciatore brasiliano
- 1989 - Jacky Meindu, calciatore francese
- 1989 - Regina Palušná, ex cestista slovacca
- 1989 - Valeria Piazza, modella peruviana
- 1989 - Oscar Piris, calciatore argentino
- 1989 - Florian Raspentino, calciatore francese
- 1989 - Jonathan Reis, ex calciatore brasiliano
- 1989 - Robert Sacre, ex cestista statunitense
- 1989 - James Slipper, rugbista a 15 australiano
- 1989 - Kéven Sousa, calciatore capoverdiano
- 1989 - Bradley Sowell, giocatore di football americano statunitense
- 1989 - Paweł Wojciechowski, astista polacco
- 1989 - Stephen Worgu, ex calciatore nigeriano
- 1989 - Willian Farias, calciatore brasiliano
- 1990 - Andrea Arrighini, calciatore italiano
- 1990 - Vid Belec, calciatore sloveno
- 1990 - Felipe Brisola, calciatore brasiliano
- 1990 - Ashleigh Chisholm, attrice australiana
- 1990 - Kristof D'haene, ex calciatore belga
- 1990 - Alexandre Egea, calciatore brasiliano
- 1990 - Karma, arciera bhutanese
- 1990 - Ellie Kendrick, attrice britannica
- 1990 - Ieva Lagūna, modella lettone
- 1990 - Li Qian, pugile cinese
- 1990 - Regina Mahoche, ex cestista mozambicana
- 1990 - Sergio Padt, calciatore olandese
- 1990 - Anthony Rendon, giocatore di baseball statunitense
- 1990 - Rushedo Robinson, ex calciatore anglo-verginiano
- 1990 - Rodrigo Ríos Lozano, calciatore spagnolo
- 1990 - E.J. Singler, ex cestista statunitense
- 1990 - Pape Souaré, calciatore senegalese
- 1990 - Mathieu Spinosi, attore e violinista francese
- 1990 - Samuel Xavier, calciatore brasiliano
- 1990 - Astrid Yunadi, modella indonesiana
- 1991 - Óscar Alvarado, cestista spagnolo
- 1991 - Bianca Botto, ex tennista peruviana
- 1991 - Giada Cecchetto, pallavolista italiana
- 1991 - Amir Ghafour, pallavolista iraniano
- 1991 - Nayib Lagouireh, ex calciatore belga
- 1991 - Giuseppe Mentasti, giocatore di calcio a 5 italiano
- 1991 - Musa Mohammed, calciatore keniota
- 1991 - Ashley Park, attrice statunitense
- 1991 - Elena Proietti, calciatrice italiana
- 1992 - Bawırjan Baýtana, calciatore kazako
- 1992 - Davide Cazzaniga, sciatore freestyle e ex sciatore alpino italiano
- 1992 - Giuseppe Della Corte, pallavolista italiano
- 1992 - Freeze Corleone, rapper francese
- 1992 - Leandro Nicolás Díaz, calciatore argentino
- 1992 - Marco Festa, calciatore italiano
- 1992 - Ty Greene, ex cestista statunitense
- 1992 - Alexis Guérin, ciclista su strada francese
- 1992 - DeAndre Hopkins, giocatore di football americano statunitense
- 1992 - Mustafa Kaya, lottatore turco
- 1992 - Hyuna, cantautrice e rapper sudcoreana
- 1992 - Yoshiaki Komai, calciatore giapponese
- 1992 - Sidy Koné, ex calciatore maliano
- 1992 - Irina Lepșa, sollevatrice romena
- 1992 - Saša Luss, supermodella e attrice russa
- 1992 - Mitch McGary, ex cestista statunitense
- 1992 - Mallan Roberts, calciatore sierraleonese
- 1992 - William Scull, pugile cubano
- 1992 - Birama Touré, calciatore maliano
- 1992 - Xiong Ziqi, attore e cantante cinese
- 1992 - Igor Fernandes da Silva Araújo, calciatore brasiliano
- 1993 - Alba August, attrice danese
- 1993 - Jesse Carere, attore canadese
- 1993 - Igor Ćuković, calciatore montenegrino
- 1993 - Aisling Franciosi, attrice irlandese
- 1993 - Frida Gustavsson, modella e attrice svedese
- 1993 - Andrine Hegerberg, ex calciatrice norvegese
- 1993 - Kong Fanyu, sciatrice freestyle cinese
- 1993 - Lóránt Kovács, calciatore rumeno
- 1993 - Alex Laurent, cestista lussemburghese
- 1993 - Sebastián Martínez, calciatore cileno
- 1993 - Vic Mensa, rapper statunitense
- 1993 - John Noble, calciatore nigeriano
- 1993 - Eze Vincent Okeuhie, ex calciatore nigeriano
- 1993 - Viviana Vizzini, modella italiana
- 1993 - Euphelma Choden Wangchuck, principessa bhutanese
- 1993 - Rosie White, calciatrice neozelandese
- 1993 - Marc Zardini, giocatore di curling svizzero
- 1994 - Maro Đuraš, giocatore di calcio a 5 croato
- 1994 - Peder Dahlum Eide, ex sciatore alpino norvegese
- 1994 - Serhij Hryn', calciatore ucraino
- 1994 - Elena Mamedova, bobbista e ex velocista russa
- 1994 - Elvis Mashike, calciatore congolese (Repubblica Democratica del Congo)
- 1994 - David Michineau, cestista francese
- 1994 - Nasiru Mohammed, calciatore ghanese
- 1994 - Grigorij Morozov, calciatore russo
- 1994 - Yvon Mvogo, calciatore camerunese
- 1994 - Gakuto Notsuda, calciatore giapponese
- 1994 - Maxence Parrot, ex snowboarder canadese
- 1994 - Pihlaja, cantante finlandese
- 1994 - Jenny Rissveds, mountain biker, ciclista su strada e ciclocrossista svedese
- 1994 - Yancarlos Rodríguez, cestista dominicano
- 1995 - Jonna Adlerteg, ginnasta svedese
- 1995 - Pablo Cuadra, calciatore argentino
- 1995 - Luca Egloff, ex saltatore con gli sci svizzero
- 1995 - Makayla Epps, ex cestista statunitense
- 1995 - Norbertas Giga, cestista lituano
- 1995 - Julian Green, calciatore statunitense
- 1995 - Štefan Hadalin, ex sciatore alpino sloveno
- 1995 - Dāvis Indrāns, calciatore lettone
- 1995 - Paul Izzo, calciatore australiano
- 1995 - Jack Kilmer, attore e modello statunitense
- 1995 - Fredrik Krogstad, calciatore norvegese
- 1995 - Axel Méyé, calciatore gabonese
- 1995 - Edgar Pons, pilota motociclistico spagnolo
- 1995 - Joshua Poznanski, giocatore di football americano tedesco
- 1995 - Masato Sakai, nuotatore giapponese
- 1995 - Juan Pablo Vargas, calciatore costaricano
- 1995 - Romeri Villamizar, calciatore venezuelano
- 1995 - Fəridə Əzizova, taekwondoka azera
- 1996 - Valmir Berisha, calciatore svedese
- 1996 - Kyron Cartwright, ex cestista e allenatore di pallacanestro statunitense
- 1996 - Maksym Dolhov, tuffatore ucraino
- 1996 - Andrej Judin, ginnasta russo
- 1996 - Oleksandra Kašuba, nuotatrice artistica ucraina
- 1996 - Ishmael Koroma, calciatore sierraleonese
- 1996 - Srna Marković, ex pallavolista austriaca
- 1996 - Rodrigo Migone, calciatore argentino
- 1996 - Christian Miller, giocatore di football americano statunitense
- 1996 - Michail Pervolarakis, tennista cipriota
- 1996 - Renzo Ramírez, calciatore uruguaiano
- 1996 - Noah Sonko Sundberg, calciatore gambiano
- 1996 - Josema, calciatore spagnolo
- 1996 - Ian Thomas, giocatore di football americano statunitense
- 1996 - Antonio Vutov, calciatore bulgaro
- 1996 - Bruno Bispo dos Anjos, calciatore brasiliano
- 1996 - Jaŭhen Šaŭčėnka, calciatore bielorusso
- 1997 - Maja Aleksić, pallavolista serba
- 1997 - Jackie Benítez, cestista portoricana
- 1997 - Nicole Botter Gomez, pattinatrice di short track e velocista italiana
- 1997 - Janosch Brugger, fondista tedesco
- 1997 - Jordan Davis, cestista statunitense
- 1997 - Alin Dudea, calciatore rumeno
- 1997 - Aaron Herrera, calciatore statunitense
- 1997 - Heidi Kollanen, calciatrice finlandese
- 1997 - Aimable Nsabimana, calciatore ruandese
- 1997 - Valeria Patriarca, surfista italiana
- 1997 - Isak Pettersson, calciatore svedese
- 1997 - Coletta Rydzek, fondista tedesca
- 1997 - Chloe Vande Velde, calciatrice belga
- 1997 - Akane Yamaguchi, giocatrice di badminton giapponese
- 1997 - Zé Pedro, calciatore portoghese
- 1998 - Dimitry Bertaud, calciatore francese
- 1998 - Alexis Claude-Maurice, calciatore francese
- 1998 - Tabrezi Davlatmir, calciatore tagiko
- 1998 - Tyra Gittens, lunghista, altista e multiplista trinidadiana
- 1998 - Bakery Jatta, calciatore gambiano
- 1998 - Malcolm Koonce, giocatore di football americano statunitense
- 1998 - Abdul Mumin, calciatore ghanese
- 1998 - Kenny Pickett, giocatore di football americano statunitense
- 1998 - Mazire Soula, calciatore francese
- 1998 - Dario Vizinger, calciatore croato
- 1998 - Mohamed Zahab Khalil, lottatore egiziano
- 1998 - Luca Zini, rugbista a 15 italiano
- 1999 - Berta Bou Salas, calciatrice spagnola
- 1999 - Niklas Vesterlund, calciatore danese
- 1999 - Alessandro Buongiorno, calciatore italiano
- 1999 - Marcus Carr, cestista canadese
- 1999 - Chase Garbers, giocatore di football americano statunitense
- 1999 - Marco Hausjell, calciatore austriaco
- 1999 - Gabriel Isik, calciatore tedesco
- 1999 - Lukas Malicsek, calciatore austriaco
- 1999 - Andrés Micolta, calciatore ecuadoriano
- 1999 - Maximiliano Jair Rodríguez Cejas, calciatore uruguaiano
- 1999 - Nike Sibande, cestista statunitense
- 1999 - Levente Szabó, calciatore ungherese
- 2000 - Leonardo Benedetti, calciatore italiano
- 2000 - Cat Burns, cantante britannica
- 2000 - Artūr Dolžnikov, calciatore lituano
- 2000 - Brandon Dominguès, calciatore francese
- 2000 - Sara El Hachimi, velocista marocchina
- 2000 - Hampus Finndell, calciatore svedese
- 2000 - Jesús Garza, calciatore messicano
- 2000 - Edmilson Correia, calciatore guineense
- 2000 - BabyTron, rapper statunitense
- 2000 - Bogdan Racovițan, calciatore rumeno
- 2000 - James Sands, calciatore statunitense
- 2000 - Saikou Touray, calciatore gambiano
- 2000 - Vaundy, cantante giapponese
- 2000 - Evans Yamoah, altista ghanese

## XXI secolo(29)
- 2001 - Chukwubuike Adamu, calciatore austriaco
- 2001 - Rayan Aït-Nouri, calciatore francese
- 2001 - Ebrima Darboe, calciatore gambiano
- 2001 - Jacynta Galabadaarachchi, calciatrice australiana
- 2001 - Cole Hocker, mezzofondista statunitense
- 2001 - Tin Hrvoj, calciatore croato
- 2001 - Tabish Hussain, calciatore inglese
- 2001 - Matt Lee, giocatore di football americano statunitense
- 2001 - Aarón Mejía, calciatore messicano
- 2001 - Danila Vedernikov, calciatore russo
- 2002 - Botond Balogh, calciatore ungherese
- 2002 - Óscar Conde, calciatore venezuelano
- 2002 - El Hadji Dieye, calciatore senegalese
- 2002 - Angelo Gattermayer, calciatore austriaco
- 2002 - Lani Pallister, nuotatrice australiana
- 2003 - Arif Boşluk, calciatore turco
- 2003 - Oscar Fraulo, calciatore danese
- 2003 - Sebastián González, calciatore ecuadoriano
- 2003 - Lorenzo Lazzari, calciatore sammarinese
- 2003 - Marcelo Morales, calciatore cileno
- 2003 - Igby Rigney, attore statunitense
- 2003 - Jo Van Buggenhout, cestista belga
- 2004 - Nikola Iliev, calciatore bulgaro
- 2004 - Park Tae-joon, taekwondoka sudcoreano
- 2004 - Coleman Wong, tennista hongkonghese
- 2005 - Gustavo Prado, calciatore brasiliano
- 2006 - Angela Andreoli, ginnasta italiana
- 2006 - Almugera Kabar, calciatore tedesco
- 2007 - Aubrey Anderson-Emmons, attrice statunitense

## Senza anno specificato(1)
- Giampietro Campana, collezionista d'arte italiano († 1880)